# Johan Ernst Heilmann (1810–1879)
Johan Ernst Heilmann, född 1810 och död 1879. Präst i danska Bjerreby på Taasinge. Psalmförfattare representerad i danska Psalmebog for Kirke og Hjem.